# Wanganui
Whanganui lub Wanganui – miasto w Nowej Zelandii, położone na zachodnim wybrzeżu Wyspy Północnej nad Południową Zatoką Taranaki. Miasto leży nad rzeką Whanganui, która jest najdłuższą żeglowną rzeką w Nowej Zelandii. Wanganui znajduje się około 200 kilometrów na północ od Wellington. Większa część miasta znajduje się na północno-zachodnim brzegu rzeki Whanganui tylko nieliczne przedmieścia zlokalizowane są na sąsiednim brzegu.
Na rzece są 4 mosty - Cobham Bridge, City Bridge, Dublin Street Bridge i kolejowy Aramoho Bridge (tylko dla pieszych oraz pociągów).

## Nazwa
Whāngā nui oznacza wielka zatoka lub wielka przystań.
Na początku miasto otrzymało nazwę Petre (na cześć znanego oficera nowozelandzkiej armii Lorda Petre). Dopiero w roku 1852 nazwę zmieniono na Wanganui.

## Ciekawe miejsca

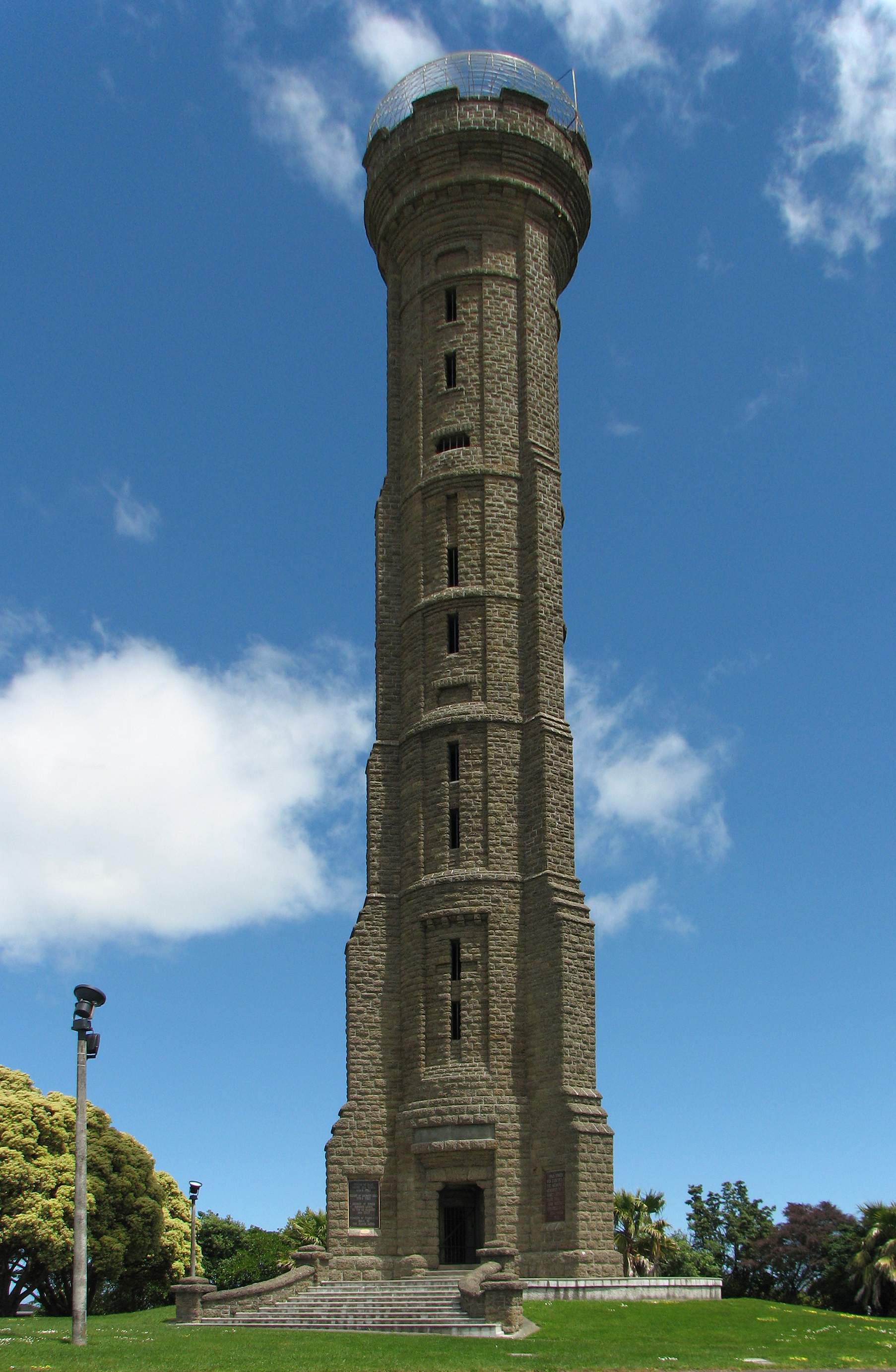
The War Memorial Tower na Durie Hill

- Muzeum regionalne Wanganui przy Watt Street - są tu wystawione obrazy Gottfrieda Lindauera, piroga wojenna "Te Mata-Hoturoa" oraz sklep z maoryskim rękodziełem
- Galeria Sarjeant - kolekcja XIX- i XX- wiecznej fotografii
- War Memorial Tower na Durie Hill - wieża z której rozciąga się piękny widok na miasto i rzekę
- Królewska opera Wanganui - wybudowana w 1901 roku

## Sport
W Wanganui są najstarsze kluby rugby.

## Miasta partnerskie
- Toowoomba, Queensland, Australia od 1983
- Nagaizumi-cho, Japonia od 1988
- Reno, Nevada, USA od 1974